# Alte Ziegelei (Mainz)

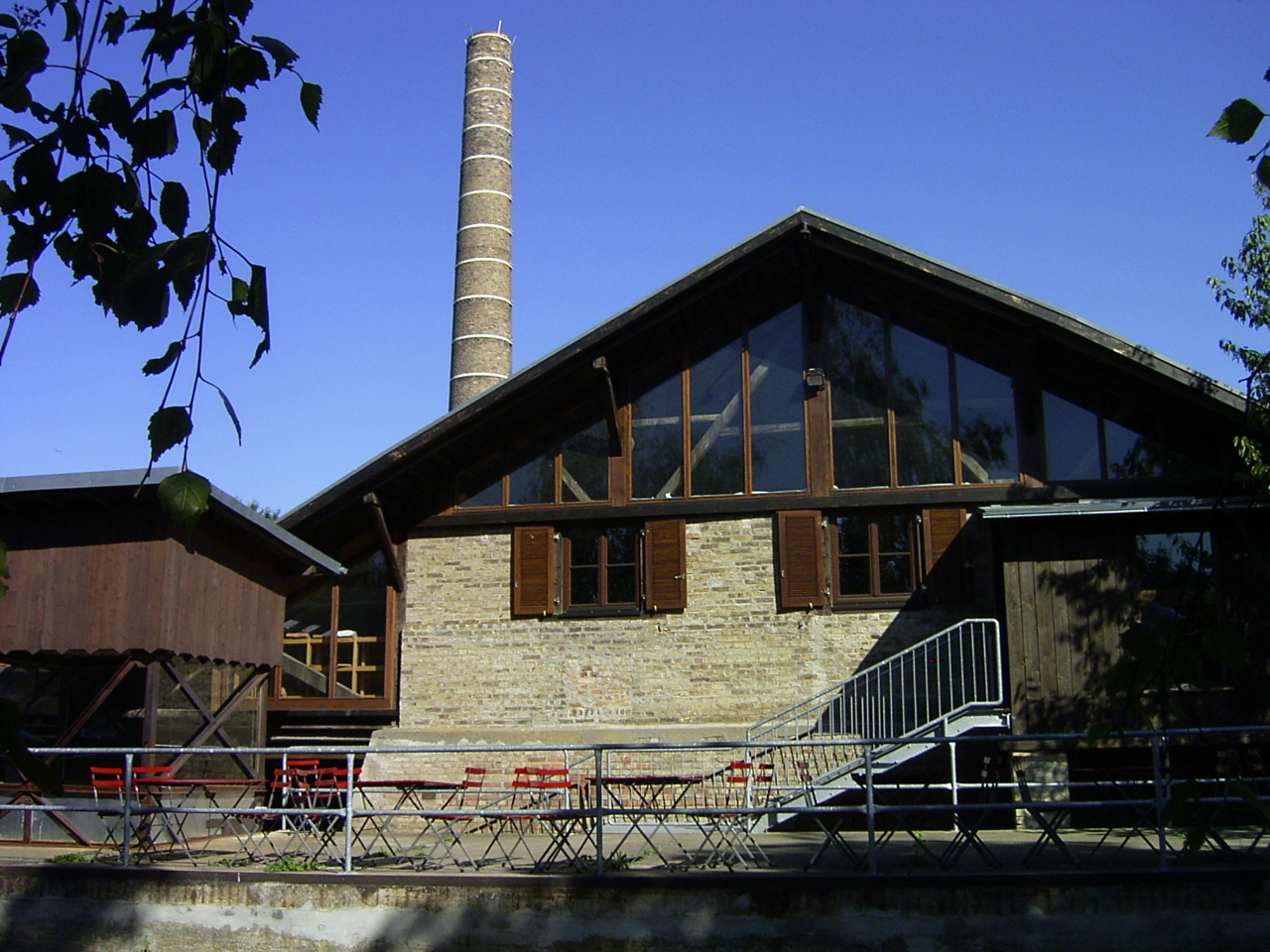
Ziegeleimuseum Mainz-Bretzenheim

Die Alte Ziegelei ist ein Industriedenkmal in Mainz-Bretzenheim. Sie ist heute ein Ziegeleimuseum und nichtkommerzielles Bildungs-, Freizeit- und Kulturzentrum. Die Alte Ziegelei gehört zur Route der Industriekultur Rhein-Main Mainz, einer Teilstrecke der Route der Industriekultur Rhein-Main.

## Geschichte
Ende des 19. Jahrhunderts betrieb Nikolaus Tremmel in unmittelbarer Nähe ergiebiger Tonvorkommen bei Bretzenheim einen Feldbrandofen. 
Ludwig Anselm Rosbach finanzierte 1904 einen Hoffmannschen Ringofen und leitete damit zusammen mit der Einführung von Maschinen die Industrialisierung der Ziegelei ein. 1922 erfolgte die Modernisierung des Betriebes. Arbeitgeberwohnungen und Nebengebäude wurden errichtet. Die Ziegelei stellte 1972 ihren Betrieb ein und zerfiel.
Als Reaktion auf verschiedene kommerzielle Nutzungskonzepte etablierte sich ein Volkshochschul-Arbeitskreis in Bretzenheim, der es erreichte, dass das gesamte Gelände von ca. 190.000 m2 mit allen Aufbauten 1978 von der Stadt Mainz erworben wurde. 1980 wurde der Verein der Ziegeleifreunde Mainz gegründet. Das Ziel und der Zweck dieses Vereins ist es, die Alte Ziegelei als Industriedenkmal zu erhalten und die Entwicklung zu einem nicht-kommerziellen Bildungs-, Freizeit- und Kulturzentrum zu fördern. 1992 wurde die Alte Ziegelei als Industriedenkmal und Denkmalzone unter Schutz gestellt.

## Heutige Nutzung
In der Ziegelei sind unterschiedliche Einrichtungen angesiedelt, darunter:
- das Ziegelmuseum
- ein Standort der Volkshochschule
- der Ziegeleikindergarten
- eine Theaterwerkstatt
- Räume für das CJD und den BUND
- Flüchtlingsunterkünfte[1]

## Ziegelmuseum
Das Ziegelmuseum in der Alten Ziegelei Mainz-Bretzenheim entwickelte sich aus den Funden zweier Hobbyarchäologen. Über dem Herzstück der Ziegelei, dem Ringofen, in dem die Ziegel gebrannt wurden, erstreckt sich ein rund 600 Quadratmeter großer Raum. Von hier aus wurde feinkörnige Kohle auf die Ziegel in die Brennkammern geschüttet – dort befindet sich heute das Ziegelmuseum. Die Sammlung umfasst inzwischen über 900 Dachziegel und Backsteine, die einen Zeitraum von 4000 Jahren umspannen – von der Prähistorie bis zur Gegenwart.